# Línea N18 (EMT Madrid)
La línea N18 de la empresa municipal de autobuses de Madrid es una línea nocturna que conecta la Plaza de Cibeles con Las Águilas. Sigue un recorrido similar a las líneas 31 y 138 diurnas.

## Características
La línea empieza su camino en la plaza de Cibeles y sus horarios de salida de la misma coinciden con los de otras líneas para permitir el transbordo.
Las noches de los viernes, sábados y vísperas de festivo la línea está dotada con autobuses articulados, en vez de los habituales autobuses estándar.
Desde el 29 de noviembre de 2023, la línea se amplía para prestar servicio al barrio de Las Águilas.

## Horarios
| Domingos a jueves y festivos           |                       |                       |                       |                       |                       |                       |                       |                       |                       |                       |                       |                       |                       |                       |                       |
| Cibeles > Las Águilas                  | Cibeles > Las Águilas | Cibeles > Las Águilas | Cibeles > Las Águilas | Cibeles > Las Águilas | Cibeles > Las Águilas | Cibeles > Las Águilas | Cibeles > Las Águilas | Las Águilas > Cibeles | Las Águilas > Cibeles | Las Águilas > Cibeles | Las Águilas > Cibeles | Las Águilas > Cibeles | Las Águilas > Cibeles | Las Águilas > Cibeles | Las Águilas > Cibeles |
| 00                                     | 01                    | 02                    | 03                    | 04                    | 05                    | 06                    | 07                    | 23                    | 00                    | 01                    | 02                    | 03                    | 04                    | 05                    | 06                    |
| 00 35                                  | 10 45                 | 20 55                 | 30                    | 05 40                 | 15                    |                       |                       | 40                    | 15 50                 | 25                    | 00 35                 | 10 45                 | 20                    | 00 45                 |                       |
| Viernes, sábados y vísperas de festivo |                       |                       |                       |                       |                       |                       |                       |                       |                       |                       |                       |                       |                       |                       |                       |
| Cibeles > Las Águilas                  | Cibeles > Las Águilas | Cibeles > Las Águilas | Cibeles > Las Águilas | Cibeles > Las Águilas | Cibeles > Las Águilas | Cibeles > Las Águilas | Cibeles > Las Águilas | Las Águilas > Cibeles | Las Águilas > Cibeles | Las Águilas > Cibeles | Las Águilas > Cibeles | Las Águilas > Cibeles | Las Águilas > Cibeles | Las Águilas > Cibeles | Las Águilas > Cibeles |
| 00                                     | 01                    | 02                    | 03                    | 04                    | 05                    | 06                    | 07                    | 23                    | 00                    | 01                    | 02                    | 03                    | 04                    | 05                    | 06                    |
| 00 20 35 55                            | 10 25 40 55           | 10 25 40 55           | 10 25 40 55           | 10 25 40 55           | 10 25 45              | 15                    | 00                    | 30 55                 | 20 40 55              | 10 25 40 55           | 10 25 40 55           | 10 25 40 55           | 10 25 40 55           | 10 30 50              | 15                    |
| Sólo sábados y vísperas de festivo     |                       |                       |                       |                       |                       |                       |                       |                       |                       |                       |                       |                       |                       |                       |                       |

## Recorrido y paradas

### Sentido Las Águilas
| Código | Parada                                 | Común con       | Conexiones con Metro y Cercanías | Otros |
| ------ | -------------------------------------- | --------------- | -------------------------------- | --- |
| 69     | CIBELES                                | N16 N17 N19     | Banco de España                  | Líneas N1, N2, N3, N4, N5, N6, N7, N8, N9, N10, N11, N12, N13, N14, N15, N16, N17, N18, N19, N20, N21, N22, N23, N24, N25, N26 y Exprés Aeropuerto (N27) |
| 5137   | Gran Vía-Pedro Zerolo                  | N16 N19 N20 N21 |                                  | |
| 4094   | Gran Vía-Montera                       | N16 N19 N20 N21 | Gran Vía Sol                     | |
| 9      | Gran Vía-Callao                        | N16 N19 N20 N21 | Callao                           | |
| 168    | Santo Domingo                          | N16 N19 N20 N21 | Santo Domingo                    | |
| 170    | Gran Vía-Plaza de España               | N16 N19 N20     | Plaza de España                  | |
| 599    | Jardines de Sabatini                   | N19 N20 NC2     |                                  | |
| 603    | Príncipe Pío                           | N19 N20         | Príncipe Pío                     | NC1 NC2 |
| 4070   | Glorieta de San Vicente                | N19 NC2         |                                  | |
| 608    | Puente de Segovia                      | N19             |                                  | |
| 871    | Puente de Segovia-Paseo de Extremadura | N19             |                                  | |
| 4542   | Metro Puerta del Ángel                 |                 | Puerta del Ángel                 | |
| 1454   | Caramuel-Antillón                      |                 |                                  | |
| 4633   | Caramuel-Sepúlveda (Pº Olivos)         |                 |                                  | |
| 1459   | Sepúlveda-María del Carmen             |                 |                                  | |
| 1463   | Sepúlveda-Apóstoles                    |                 |                                  | |
| 1467   | Lucero (C/ Sepúlveda, 172)             |                 | Lucero                           | |
| 1471   | Sepúlveda-Castroserna                  | N19             |                                  | |
| 1474   | Sepúlveda-Concejal Francisco Jiménez   | N19             |                                  | |
| 4782   | Concejal Francisco Jiménez-Carboneras  |                 |                                  | |
| 5094   | Laguna                                 |                 | Laguna                           | |
| 621    | Los Cármenes                           |                 |                                  | |
| 623    | Duquesa de Parcent                     |                 |                                  | |
| 625    | Duquesa de Parcent-Cuart de Poblet     |                 |                                  | |
| 5178   | Camarena-Centro de Salud               |                 |                                  | |
| 629    | Camarena-Illescas                      |                 |                                  | |
| 631    | Illescas-Valmojado                     |                 |                                  | |
| 3416   | Tembleque-Illescas                     |                 |                                  | |
| 3417   | Maqueda                                |                 |                                  | |
| 575    | Intercambiador de Aluche               |                 | Aluche                           | N26 |
| 4505   | Junta Municipal Latina                 |                 |                                  | |
| 655    | Avenida de las Águilas-José de Cadalso |                 |                                  | |
| 373    | Las Águilas                            |                 |                                  | |

### Sentido Plaza de Cibeles
| Código | Parada                                 | Común con       | Conexiones con Metro y Cercanías | Otros |
| ------ | -------------------------------------- | --------------- | -------------------------------- | --- |
| 373    | Las Águilas                            |                 |                                  | |
| 371    | Las Águilas Cercanías                  |                 | Las Águilas                      | |
| 654    | Avenida de las Águilas-José de Cadalso |                 |                                  | |
| 4504   | Junta Municipal Latina                 |                 |                                  | |
| 5064   | Aluche (Intercambiador)                | N26             | Aluche                           | |
| 2276   | Camarena-Ocaña                         |                 |                                  | |
| 2274   | Camarena-Sagrada Familia               |                 |                                  | |
| 2272   | Camarena-Puerto Chico                  |                 |                                  | |
| 630    | Camarena-Illescas                      |                 |                                  | |
| 5179   | Camarena-Centro de Salud               |                 |                                  | |
| 626    | Duquesa de Parcent-Cuart de Poblet     |                 |                                  | |
| 624    | Duquesa de Parcent                     |                 |                                  | |
| 622    | Los Cármenes                           |                 |                                  | |
| 2262   | Laguna                                 |                 | Laguna                           | |
| 2258   | Concejal Francisco Jiménez-Carboneras  |                 |                                  | |
| 1475   | Sepúlveda-Concejal Francisco Jiménez   | N19             |                                  | |
| 1470   | Sepúlveda-Cebreros                     |                 |                                  | |
| 1468   | Lucero                                 |                 | Lucero                           | |
| 1464   | Sepúlveda-Apóstoles                    |                 |                                  | |
| 1460   | Sepúlveda-María del Carmen             |                 |                                  | |
| 4634   | Caramuel-Sepúlveda                     |                 |                                  | |
| 1455   | Caramuel-Antillón                      |                 |                                  | |
| 1456   | Metro Puerta del Ángel                 |                 | Puerta del Ángel                 | |
| 872    | Puente de Segovia-Paseo de Extremadura | N19             |                                  | |
| 609    | Puente de Segovia                      | N19 NC1         |                                  | |
| 604    | Príncipe Pío                           | N19 N20         | Príncipe Pío                     | NC1 NC2 |
| 742    | Jardines de Sabatini                   | N19 N20 NC1     |                                  | |
| 171    | Gran Vía-Plaza de España               | N16 N19 N20 N21 | Plaza de España                  | |
| 169    | Santo Domingo                          | N16 N19 N20 N21 | Santo Domingo                    | |
| 723    | Gran Vía-Callao                        | N16 N19 N20 N21 | Callao                           | |
| 724    | Gran Vía-Montera                       | N16 N19 N20 N21 | Gran Vía Sol                     | |
| 5138   | Gran Vía-Pedro Zerolo                  | N16 N19 N20 N21 |                                  | |
| 69     | CIBELES                                | N16 N17 N19     | Banco de España                  | Líneas N1, N2, N3, N4, N5, N6, N7, N8, N9, N10, N11, N12, N13, N14, N15, N16, N17, N18, N19, N20, N21, N22, N23, N24, N25, N26 y Exprés Aeropuerto (N27) |